# Alexis Rodríguez Cabello
Alexis José Rodríguez Cabello (n. 1 de octubre de 1965) es un militar y político venezolano. Cabello se desempeñó como comandante general del ejército venezolano entre 2019 hasta su elección como diputado de la Asamblea Nacional en 2020. En 2024 fue designado como director del Servicio Bolivariano de Inteligencia (SEBIN).

## Carrera
Alexis Rodríguez formó parte de la promoción del Ejército General de Brigada «Tomás Montilla» de 1987, de la que egresó en el puesto 87. En dicha promoción también egresaron Diosdado Cabello, José Vielma Mora, Jesse Chacón, Carlos Rotondaro, y otras figuras militares vinculadas al gobierno venezolano.
El 7 de julio de 2019 fue designado por Nicolás Maduro como comandante general del ejército venezolano en sustitución de Jesús Suárez Chourio. En las elecciones parlamentarias de 2020 fue electo como diputado a la Asamblea Nacional por el Partido Socialista Unido de Venezuela (PSUV), y el 7 de enero de 2021 fue nombrado como presidente de la comisión de contraloría.
El 31 de marzo de 2023 fue designado como vicepresidente de la junta interventora de la Corporación Venezolana de Guayana (CVG) en la Gaceta Oficial Extraordinaria Nro. 6.741, y durante la crisis de la Guayana Esequiba fue nombrado por Maduro como la autoridad única del "estado Guayana". Alexis Rodríguez también ha sido vicepresidente territorial del PSUV en el estado Bolívar.
El 14 de octubre de 2024 fue designado Nicolás Maduro como director del Servicio Bolivariano de Inteligencia (SEBIN).

## Sanciones
El 27 de noviembre de 2024 fue sancionado por los Estados Unidos después de las elecciones presidenciales de Venezuela el mismo año.

## Vida personal
Alexis Rodríguez es primo de Diosdado Cabello, ministro de interior.